# Inger Öjebro
Inger Kristina Öjebro, född 14 oktober 1941 i Överluleå, Norrbotten, är en svensk skådespelare. Hon är mor till Teresa Fabik.

## Filmografi
- 1969 – Bokhandlaren som slutade bada
- 1970 – Kyrkoherden
- 2013 – Små citroner gula